# Erkki Melartin
Erkki Melartin   (Priozersk, 7 de febrer de 1875 - Hèlsinki, 14 de febrer de 1937) fou un compositor i director d'orquestra finlandès.

## Biografia
Contemporani exacte de Maurice Ravel (nascut i mort en els mateixos anys que ell), fou primer alumne de Martin Wegelius, entre 1892 i 1899, a l'Institut Musical de Hèlsinki (que es va convertir en conservatori el 1924, anomenat Acadèmia Sibelius el 1939). Després, de 1899 a 1901, va continuar la seva formació al Conservatori de Viena, amb Robert Fuchs (com Jean Sibelius, el seu il·lustre compatriota, abans que ell). Tornat a Finlàndia, va impartir classes a l'esmentat Institut Musical i a la Universitat (entre els seus alumnes es poden esmentar Heikki Aaltoila, Aarre Merikanto, Yrjö Kilpinen, Väinö Raitio, Ilmari Hannikainen, Uuno Klami, Sulho Ranta i Helvi Leiviskä), del qual va ser director entre 1911 i 1936, any en què es va jubilar, a causa de la mala salut que el va marcar al llarg de la seva vida (una malformació cardíaca li havia estat diagnosticada en la seva joventut i, a més, patia de tuberculosi).
Va dur a terme també activitats com a director d'orquestra, sobretot dirigint, entre 1908 i 1911, l'Orquestra de Viborg (Dinamarca), amb la qual farà gires a l'estranger (entre d'altres, a Sud-àfrica i a l'Índia). Com a fet destacable, el 1909 va dirigir el moviment lent de la Segona Simfonia anomenada Resurrecció de Gustav Mahler, compositor que actuava llavors per primera vegada a Escandinàvia. També cal esmentar els seus amplis coneixements en diversos camps, incloent-hi les arts plàstiques, la literatura, idiomes (era poliglot), i el seu interès per les cultures estrangeres (a més dels països esmentats, visitarà Bèlgica, Egipte…). A més de compondre, Melartin també es va interessar per la fotografia, les plantes exòtiques i la filatèlia. També va ser pintor, amb dues exposicions públiques.
Com a compositor, hom li deu prop de 350 peces per a piano, música de cambra (incloent-hi quatre quartets de corda), obres per a orquestra (un concert per a violí, poemes simfònics, música de ballet, suites, i especialment sis simfonies), peces corals o amb veus solistes (sobretot moltes melodies), i una òpera el 1909 –una de les primeres d'aquest tipus a Finlàndia des de Fredrik Pacius – segons l'epopeia nacional del Kalevala.
La seva música és d'un romanticisme tardà, marcat per l'impressionisme i, de vegades, per l'expressionisme, empesa fins als límits de la tonalitat, però sense arribar fins a l'atonalitat d'un Arnold Schönberg. Les seves composicions estan influenciades més particularment per Richard Wagner (així, la seva òpera que utilitza el procés de leitmotiv) i per Gustav Mahler (la seva sisena simfonia, per exemple, es pot descriure com a "mahleriana").
D'altra banda, i paradoxalment, les seves obres no estaran marcades (o molt poc) per l'estil del seu col·lega Jean Sibelius, el "compositor nacional" que, tanmateix, va influir decisivament en la vida musical finlandesa. El fet que Melartin se'n volgués desmarcar explica probablement l'oblit relatiu en què va caure després de la seva mort el 1937. Per exemple, el seu concert per a violí creat el 1913, es va revisar i es va reproduir el 1930; després va desaparèixer del repertori, abans de ser reeditat el 1997 i enregistrat el 1998 per la discogràfica finlandesa Ondine.
La Juhlamarssi ("marxa festiva") presa del seu ballet La Bella Dorment és la marxa nupcial més popular a Finlàndia.

## Composicions (selecció)

### Obres d'escena
- Aino, Òpera en dos actes, op. 50 (1907-1909)
- Prinsessa Ruusunen ("La Bella Dorment), ballet, op. 22 (1911)
- Sininen Helmi, ballet, op. 160 (1930)

### Orquestra
- Simfonia núm. 1 en do menor, op. 30 N. 1 (1902)
- Siikajoki, poema simfònic, Op.28 (1903)
- Simfonia núm. 2 en mi menor, op. 30 N. 2 (1904)
- Prinsessa Ruusunen ("La Bella Dorment"), Suite amb música escènica, op. 22 (1904, 1911)
- Simfonia núm. 3 en fa major, op. 40 (1906-07)
- Traumgesicht, poema simfònic, op. 70 (1910)
- Patria, poema simfònic op. 72 (1911)
- Simfonia núm. 4 "Kesäsinfonia" (Simfonia d'estiu) en mi major, op. 80 (1912)
- Suite lirica n. 3 "Impressions de Belgique", op. 93 (1915?)
- Simfonia núm. 5 "Sinfonia brevis" en la menor, op. 90 (1915)
- Simfonia núm.6, op. 100 (1924)
- Simfonia núm. 7 "Sinfonia Gaia", op. 149 (1935-1936, incompleta)
- Sininen Helmi, Suite de ballet, op. 160 (1930)
- Simfonia núm. 8, op. 186 (1936-1937, incompleta)
- Simfonia núm. 9, op. 188 (projecte no realitzat per al qual ni tan sols es coneixen els esborranys)

### Concert
- Concert en re menor per a violí i orquestra op. 60 (1913)

### Música de cambra
- Quartet de corda num. 1 en mi menor, op. 36 Núm. 1 (1896)
- Sonata per a violí i piano (1899)
- Quartet de corda num. 2 en sol menor, op. 36 Núm. 2 (1900)
- Quartet de corda num. 3 en mi bemoll, op. 36 Núm. 3 (1902)
- Quartet de corda num. 4 en fa op. 62 (1910)
- Nocturn pe a violí i piano, op. 64 núm. 1
- Kappaletta helppoa Kuusi (6 peces fàcils) per a violoncel (o violí) i piano, op. 121
- Trio de corda op. 133 (1927)
- Sonata per flauto ed arpa op. 135 (1927)[8]
- Sonata per ottoni, op. 153 (1929)
- Trio per a flauta, clarinet i fagot op. 154 (1929)
- Kvartetto Pieni (petit quartet) per a trompa, op. 185

### Piano
- Marionetteja (Marioneta), Suite per a dos pianos op. 1 (1899)
- 2 balades, op. 5 (1899)
- 3 Stücke für Klavier, op. 8 (1899)[9]
- Skizzer, op. 11 (1901) - 5 peces per a piano
- Legend II, op. 12 (1900)
- Surullinen puutarha(El jardí melancòlic), 5 peces op. 52 (1908)
- Peces líriques, op. 59 (1909)
- Quatre morceaux, op. 75
- 9 petites peces, op. 76
- Feuillets d'Album, op. 83[10]
- 4 sonatines op. 84
- 24 preludis op. 85 (1913-20)
- Noli me tangere, op. 87 (1914)
- 7 pianostycken, op. 98 - 7 peces de piano (1916?)
- Skuggspel, 7 peces, Op. 104
- Apocaliptica Fantasia, op. 111 (1921)
- 6 peces, op. 118 núm. 2 El bosc misteriós (1923)
- 6 peces, op. 123 (1924-1925)

### Vocal
- 3 cançons per a veu i piano. 13
- Kansanlaulua Käkisalmelta(Música folk de Kexholm), op. 55
- 5 cançons per a veu i piano, op. 69
- 3 cançons per a veu i piano, op. 77
- 3 cançons per a veu i piano op. 86
- 4 cançons per a veu i piano, op. 95